# Heinrich Joseph Kayser

Heinrich Joseph Kayser

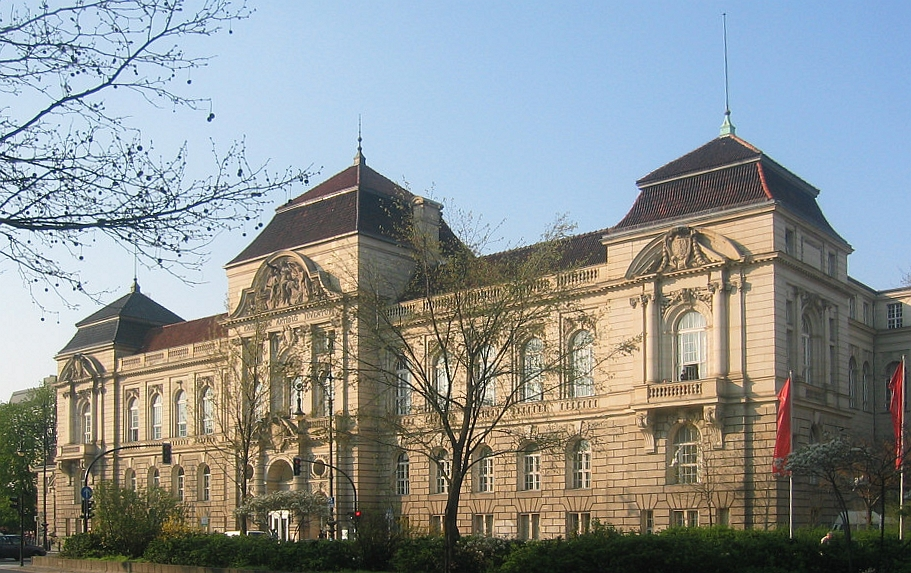
Königlich Preußische Hochschule für bildende Künste (1899–1902)

Heinrich Joseph Kayser (* 28. Februar 1842 in Duisburg; † 11. Mai 1917 in Berlin) war ein deutscher Architekt. Er war der Bruder des Zinngießers und Kunstgewerblers Engelbert Kayser.

## Leben
Das gemeinsam mit Karl von Großheim betriebene Architekturbüro Kayser und von Großheim mit Sitz in Berlin und Zweigbüro in Düsseldorf, dieses unter der Leitung und ab 1899 der Teilhaberschaft von Max Wöhler, war vor allem im großbürgerlichen Villenbau tätig, erhielt aber auch öffentliche Bauaufträge. So entwarfen sie die Pläne für das Reichsmilitärgericht am Witzlebenplatz und die Kunst- und Musikhochschule an der Hardenbergstraße in Berlin. In dem Büro waren unter anderem die Architekten Julius Graebner und Albert Gessner angestellt.
Kayser war lange im Vorstand des Vereins Berliner Künstler und Vorsitzender der Vereinigung Berliner Architekten.

## Bauten (Auswahl)
- 1872/1873: Gebäude für die Norddeutsche Grund-Credit Bank in Berlin, Behrenstraße 7a
- 1879–1881: Villa Reichenheim für den Textilunternehmer Julius Reichenheim (1836–1905) in Berlin-Tiergarten,  Rauchstraße 21 (später Sitz der Apostolischen Nuntiatur in Berlin; 1943 kriegszerstört)[1][2]
- 1880–1882: Villa Hardt für die Brüder Heinrich und Richard Hardt in Berlin-Tiergarten, Tiergartenstraße 35/Friedrich-Wilhelm-Straße (kriegszerstört)[3]
- 1881–1884: Umbau von Schloss Klitschdorf für den Grafen/Fürsten Johann Georg zu Solms-Baruth in Klitschdorf (Niederschlesien) (heute: Kliczków, Polen) (nach 1945 verfallen, 1999 wiederaufgebaut)
- 1882:–9999 Villa Gussow für den Maler Karl Gussow (1843–1907) in Berlin, Buchenstraße. In dem Haus waren auch ein Meister- und ein Schüleratelier integriert, Gussow betrieb hier eine private Kunstschule.[4]
- 1883/1884: Bahnhof Berlin-Westend in Berlin-Charlottenburg, Spandauer Damm 89 (erhalten)
- 1883/1884: Geschäftshaus für seinen Bruder, Engelbert Kayser, in Köln, Hohe Strasse
- 1884/1885: Villa für Robert Guthmann in Berlin-Wannsee, Am Sandwerder 5 (verändert erhalten)
- 1885:–9999 Villa für Alfred Schliz in Heilbronn, Hohe Straße
- 1886/1887: Geschäftshaus in Berlin[5] (Drehersche Bierhalle), Leipziger Straße 109 (kriegszerstört)
- 1886–1888: Deutsches Buchhändlerhaus in Leipzig, Prager Straße (kriegszerstört)
- 1887/1888: Büro- und Geschäftshaus für die Pschorr-Bräu AG in Berlin-Mitte, Friedrichstraße (unter Denkmalschutz)
- 1890:–9999 Erweiterungsbau des Wäschekaufhauses und der Wäschefabrik Heinrich Jordan in Berlin-Kreuzberg, Markgrafenstraße 87/88 / Lindenstraße (1899 durch Kayser und von Großheim umgebaut oder erweitert, kriegszerstört)[6]
- 1890–1893: „Domhotel“ in Köln, Roncalliplatz (verändert erhalten)
- 1891:–9999 Villa für den Verleger Carl Müller-Grote, genannt Haus Erlenkamp, in Babelsberg, Karl-Marx-Straße 2 (erhalten). Das Haus diente während der Potsdam-Konferenz vom 17. Juli bis 2. August 1945 als Residenz des US-amerikanischen Präsidenten Harry S. Truman und wurde von der amerikanischen Delegation „Little White House“ genannt. Seitdem ist das Haus als Truman-Villa bekannt.
- 1891:–9999 Jagdhaus für seinen Bruder, Engelbert Kayser in Schmelze (Eitorf) an der Sieg.
- 1894/1895: Wohnhaus Regentenstraße 19 für den Forschungsreisenden Wilhelm Joest
- 1895/1896: Geschäftshaus Gutschow in Berlin-Kreuzberg, Friedrichstraße 17 (unter Denkmalschutz)[7]
- 1895/1896: Wohnhaus für den Verleger Paul Parey, genannt Villa Parey, in Berlin-Tiergarten, Sigismundstraße 4A (unter Denkmalschutz, zwischen 1991 und 1998 in den Neubau der Gemäldegalerie integriert)
- 1896/1897: Gebäude der Niederrheinischen Bank in Düsseldorf, Schadowplatz (unter Denkmalschutz)
- 1896/1897: Hotel Kölner Hof in Köln (1973 abgerissen)
- 1898/1899: Villa Thyssen für Clara und Joseph Thyssen in Mülheim an der Ruhr, Dohne 54 (restauriert und umgenutzt)
- 1899/1900: Doppelvilla Finkler in Bonn, heute: Liegenschaft des Auswärtigen Amts
- 1899–1902: Königlich Preußische Hochschule für bildende Künste und Königlich Preußische Hochschule für Musik (zusammengehöriges Gebäudeensemble) in Berlin-Charlottenburg, Hardenbergstraße
- 1900:–9999 Villa Honig. in Hasserode
- 1900/1901: Verwaltungsgebäude der Lebens-Versicherungs-AG „Nordstern“ in Berlin-Mitte, Mauerstraße (nicht erhalten)
- 1900/1901: Villa Finkler in Bonn, heute: Universitäts-Kinderklinik
- 1901/1902: Villa Eschbaum in Bonn, heute: Universitäts-Kinderklinik
- 1901/1902: Verwaltungsgebäude des Saarbrücker Knappschaftsvereins in Saarbrücken-St. Johann (stark verändert erhalten)
- 1901/1902: Parkhotel in Düsseldorf, Corneliusplatz (verändert erhalten)
- 1902/1903: Wohnhaus nebst Atelieranbau für seinen Bruder, den Fabrikanten Engelbert Kayser in Köln, Machabäerstraße/Kaiser-Friedrich-Ufer
- 1902–1904: Reichsbank-Hauptstelle in Dortmund, Hiltropwall (1944 kriegszerstört)
- 1904/1905: Wohnhaus für den Buchhändler Hermann Stilke in Berlin-Charlottenburg, Bellstraße (verändert erhalten, genutzt durch die Technische Universität Berlin)
- 1905/1906: Villa für den ehemaligen Major C. Geisberg in Berlin-Schöneberg, Ahornstraße 4, seit 1999 Sitz für die Kroatische Botschaft in Berlin (Baudenkmal)[8]
- 1906 (?):–9 Villa für den Fabrikanten Carl Berg in Lüdenscheid, Hohfuhrstraße (unter Denkmalschutz)
- 1908–1910: Reichsmilitärgericht in Berlin-Charlottenburg, Witzlebenstraße
- 1910/1911: Warenhaus für die A. Wertheim GmbH in Berlin-Mitte, Königstraße (spätere Rathausstraße; kriegszerstört)